# Anabarhynchus yarraman
Anabarhynchus yarraman är en tvåvingeart som beskrevs av Lyneborg 2001. Anabarhynchus yarraman ingår i släktet Anabarhynchus och familjen stilettflugor. Inga underarter finns listade i Catalogue of Life.